# Ladislav Havel
Ladislav Havel (* 23. ledna 1953 Nové Město na Moravě) je český biolog a genetik, profesor zemědělské botaniky, v letech 2014 až 2018 rektor Mendelovy univerzity v Brně.

## Život

### Vzdělání
V letech 1968 až 1972 navštěvoval Gymnázium národního umělce Vincence Makovského v Novém Městě na Moravě. V letech 1972 až 1977 vystudoval biologii se specializací na biologii rostlin na Přírodovědecké fakultě Univerzity Jana Evangelisty Purkyně v Brně (dnes Masarykova univerzita), kde v roce 1977 promoval s vyznamenáním a získal titul doktora přírodních věd (RNDr.)

### Zaměstnání
Až do roku 1988 působil jako interní aspirant, vědecký asistent a posléze vědecký pracovník v Ústavu experimentální botaniky ČSAV, pracoviště v Olomouci, kde se v roce 1983 stal kandidátem biologických věd (titul CSc.). V roce 1989 byl jmenován docentem na Vysoké škole zemědělské v Brně v oboru genetika a v roce 1996 se pak dodatečně habilitoval v oboru zemědělská botanika. Ve druhém zmíněném oboru byl v roce 1998 jmenován na MZLU v Brně profesorem.
Od roku 1988 je zaměstnán na Mendelově univerzitě v Brně (dříve MZLU v Brně a ještě dříve VŠ zemědělská v Brně). Od roku 2007 vedl Ústav biologie rostlin Agronomické fakulty.

#### Rektor Mendelovy univerzity
Na Mendelově univerzitě v Brně vykonával funkci prorektora. Dne 9. října 2013 byl na veřejném zasedání Akademického senátu univerzity zvolen jejím rektorem. Prezident Miloš Zeman jej jmenoval dne 21. ledna 2014, funkce se ujal od 1. února 2014. Rektorem byl do konce ledna 2018.